# District de Qingyuan
Pour les articles homonymes, voir Qingyuan (homonymie).
Le district de Qingyuan (chinois : 青原区 ; pinyin : qīngyuán qū) est une subdivision administrative de la province du Jiangxi en Chine. Il est placé sous la juridiction de la ville-préfecture de Ji'an.